# 도널 로그
도널 프랜시스 로그(영어: Donal Francis Logue, 1966년 2월 27일 ~ )는 캐나다의 배우이다. 2001년부터 2005년까지 방영된 시트콤 드라마 《그라운디드 포 라이프》에서 주인공으로 출연했고 2014년부터는 《고담》에서 하비 불럭 형사 역으로 출연한다.

## 출연 작품
- 저스트 라이크 헤븐
- 밀리언 달러 호텔
- 아메리칸 스플레더
- 블레이드
- 고담
- 레지던트 이블: 라쿤시티 - 브라이언 아이언스 역